# Gesomyrmex spatulatus
Gesomyrmex spatulatus är en myrart som beskrevs av Cole 1949. Gesomyrmex spatulatus ingår i släktet Gesomyrmex och familjen myror. Inga underarter finns listade i Catalogue of Life.